# Samuel Stillman Berry
Pour les articles homonymes, voir Stillman et Berry (homonymie).
Samuel Stillman Berry (16 mars 1887 - 9 avril 1984) était un zoologiste marin américain spécialisé dans les céphalopodes.
Il est né à Unity dans le Maine.
Berry reçoit le grade de bachelier (1909) de l'université Stanford et celui de Master (1910) de l'université Harvard. Il retourne ensuite à Stanford pour son mémoire de "Doctor of Philosophy" sur les céphalopodes et décroche son doctorat en 1913.
Bien qu'il ait travaillé comme chercheur indépendant, il devint un malacologiste renommé, en publiant 209 articles et en établissant la description de 401 taxons de mollusques.  La plupart de ses travaux ont porté sur les chitons, les céphalopodes et les escargots.
Berry s'intéressait également à l'horticulture. En ce domaine, son travail s'est concentré sur l'hybridisation des iris et des narcisses.

## Source
- (en) Cet article est partiellement ou en totalité issu de l’article de Wikipédia en anglais intitulé « Samuel Stillman Berry » (voir la liste des auteurs).